# Lyncker (Adelsgeschlecht)

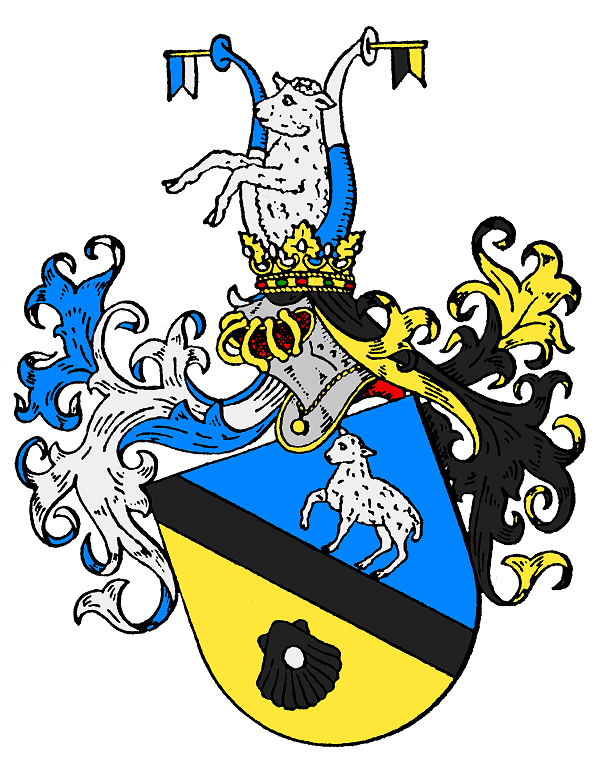
Stammwappen derer von Lyncker

Lyncker oder Lincker oder Linker von Lützenwick ist der Name eines hessischen Adelsgeschlechts.

## Herkunft und Geschichte
Die briefadelige Familie von Lyncker stammt aus Hessen. Sie tritt urkundlich erstmals 1494–1535 mit dem Bürger Jost Snyder genannt Lüncker (Weinhändler und Landgräflicher hessischer Rentmeister) in Marburg auf, mit dem die Stammreihe beginnt und wo die Familie zu den ratsfähigen Geschlechtern gehörte. Das Geschlecht entwickelte sich zunächst zu einer besonders in Hessen, aber auch in Kurmainzischen und Reichsdiensten tätigen Beamten- und Professorenfamilie. Später, besonders im 19. Jahrhundert, erscheint es auch in preußischen Militärdiensten und stellt dort mehrere Generäle. Es teilte sich schon früh in zwei Linien, die unabhängig voneinander geadelt wurden und unterschiedliche Adelstitel erwarben.

## Standeserhöhungen
Die erste Linie Linker von Lützenwick wurde am 29. Oktober 1658 erhoben. Burkhard Lincker, Zinsmeister des Deutschen Ordens, wurde am 30. Juni 1702 in den Reichsritterstand mit dem Zusatz ,Edler von Lützenwick' erhoben. Am 27. März 1744 wurden die Söhne Burkhards, Johann Daniel Christoph und Philipp Wilhelm Albrecht Lincker von Lützenwick Reichsfreiherren mit dem Prädikat Wohlgeboren. Schließlich wurde Clemens Freiherr von Lincker und Lützenwick am 18. Juli 1816 österreichischer Graf.
Die 2. Linie wurde am 7. Oktober 1688 im Reichsritterstand mit ,Edler von' in Gestalt des Herzoglich Sachsen-Eisenacher Geheimen Rats und Gesandten in Wien Nikolaus Christoph Lyncker geadelt. Demselben wurde zusätzlich am 7. August 1700 der Reichsfreiherrentitel verliehen. Inzwischen Sachsen-Weimarer Konsistorialpräsident, wurde ihm noch zusätzlich am 1. Oktober 1700 der Titel ,Edler Herr' zugestanden.

## Namensvereinigung
Der Offizier der Bundeswehr Friedrich Wilhelm Freiherr von Lyncker (1915–1993) trug seit 1949 den vollständigen Namen Friedrich Wilhelm Freiherr von Lyncker und Ehrenkrook. Er war der Schwiegersohn des Genealogen und Hauptsachbearbeiters des Genealogischen Handbuch des Adels Hans Friedrich von Ehrenkrook.

## Wappen
Das durch einen schwarzen Schrägrechtsbalken geteilte Stammwappen zeigt oben in Blau ein auf dem Balken aufwärts schreitendes silbernes Lamm, unten in Gold eine mit einer silbernen Perle belegte gestürzte schwarze Muschel. Auf dem Helm mit rechts blau-silbernen und links schwarz-goldenen Decken das Lamm wachsend zwischen zwei von Blau und Silber übereck-geteilten Büffelhörnern, deren Mündungen mit rechts mit einem blau silbernen und links schwarz-goldenen Fähnchen an einem Stab besteckt sind.

## Bekannte Familienmitglieder

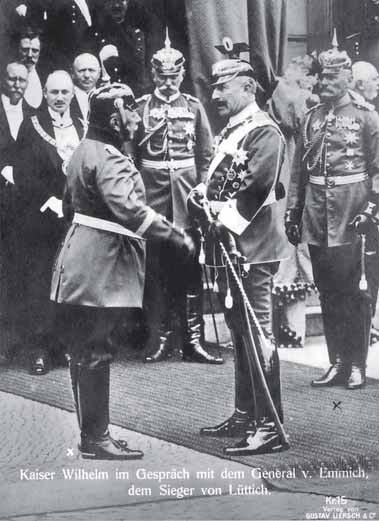
Moriz von Lyncker (rechts) beobachtet Kaiser Wilhelm II. und den Sieger von Lüttich, General Otto von Emmich, 1914

- Aemil von Lyncker (1777–1851), preußischer Landrat, Ritter des Ordens Pour le Mérite
- Alfred von Lyncker (1854–1919), preußischer General der Infanterie
- Carl Friedrich Ernst von Lyncker, (Ansbach 1726/27 (?) – 1801), Präsident des Oberkonsistoriums in Weimar
- Carl Wilhelm Heinrich von Lyncker (1767–1843), Offizier und preußischer Landrat
- Joseph Johann Jakob von Lincker und Lützenwick (1747–1807), sachsen-weimarischer Kammerrat und Gutsherr auf Denstedt und  forstkundlicher Schriftsteller
- Johann Daniel Christoph von Lincker und Lützenwick (1708–1771), kurmainzischer Kammerdirektor und Akademiepräsident
- Johann Friedrich Carl Albert von Linker und Lützenwick (1773–1844), Kammerherr, Landrat, Oberforstmeister in Weimar
- Emil von Lyncker (1849–1931), deutscher Konteradmiral
- Ferdinand von Lyncker (1728–1811), schwarzburg-sondershausener Kanzler und Konsistorialpräsident
- Friedrich Wilhelm von Lyncker (1780–1844), großherzoglich-hessischer Generalmajor
- Georg Lincker (1630–1699), hessischer und dänischer Diplomat
- Heinrich von Lyncker (1810–1883), preußischer Generalmajor
- Horst von Lyncker (1845–1892), Landrat des Kreises Lötzen und Abgeordneter im Preußischen Abgeordnetenhaus
- Johann Ludwig Ernst von Lyncker (1731–1800), preußischer Landrat im Landkreis Oppeln
- Julius von Lyncker (1825–1907), preußischer Generalmajor
- Kurt von Lyncker (1867–1934), preußischer Generalmajor
- Lothar von Lyncker (General, 1809) (1809–1864), preußischer Generalmajor
- Lothar von Lyncker (General, 1817) (1817–1898), preußischer Generalmajor
- Ludwig von Lyncker (General, 1780) (1780–1844), großherzoglich hessischer Generalmajor
- Ludwig von Lyncker (General, 1821) (1821–1882), preußischer Generalleutnant und General à la suite des Großherzogs von Hessen
- Maximilian von Lyncker (1845–1923), preußischer General der Infanterie
- Moriz von Lyncker (1853–1932), preußischer Generaloberst und 1908/18 Chef des Militärkabinetts
- Nikolaus Christoph Lyncker (1643–1726), Professor für Jura, Reichshofrat in Wien
- Richard von Lyncker (1827–1901), Geheimer Regierungsrat und preußischer Landrat
- Wilhelm Ernst Christian von Lyncker (1685–1750), deutscher Jurist